# Kalocheta liberia
Kalocheta liberia är en tvåvingeart som beskrevs av Charles Howard Curran 1929. Kalocheta liberia ingår i släktet Kalocheta och familjen styltflugor.
Artens utbredningsområde är Liberia. Inga underarter finns listade i Catalogue of Life.